# Myzostoma deani
Myzostoma deani is een ringworm uit de familie Myzostomatidae.
Myzostoma deani werd in 1906 voor het eerst wetenschappelijk beschreven door McClendon.